# LG X 캠
LG X 캠(LG X Cam)은 LG 전자가 2016년 6월 30일 출시한 보급형 스마트폰이다. 2016년 2월, 모바일 월드 콩그레스 2016에서 공개되었다. LG X 시리즈의 모델이며, 후면 카메라에 500만 화소의 광각 카메라를 더한 듀얼 카메라가 특징이다. 해외판과 국내판의 디자인이 약간 다른데, 해외판은 처음 공개된 것과 같이 소프트키가 적용된 반면 국내판은 물리키가 적용되었다.

## 운영 체제
안드로이드 6.0.1 마시멜로를 탑재해서 출시되었다.

## 특수 기능

### 듀얼 랜즈
1300만 화소의 78도 일반 카메라와 500만 화소의 120도 광각 카메라를 탑재하여 일반 사진과 더 넓은 광각 사진을 찰영할 수 있다.

### 시그니쳐 UX
사진 속에 시그니쳐를 넣을 수 있는 기능이다.

### 팝 아웃 픽쳐
후면 듀얼 카메라로 동시 촬영한 사진을 겹쳐서 보여주는 기능이다. 앨범과 같은 효과를 낼 수 있다.

## 색상
- 티탄 실버
- 화이트
- 핑크골드
- 골드

## 같이 보기
- LG G5
- LG X
- LG X 스크린
- LG X 스킨
- LG X 파워
- LG X5 (X 맥스)
- LG X 마하
- LG U